# 花山区
花山区（かざん-く）は、中華人民共和国安徽省馬鞍山市に位置する市轄区。

## 行政区画
- 街道:沙塘路街道、解放路街道、湖東路街道、桃源路街道、霍里街道、金家荘街道、塘西街道、慈湖街道、江東街道
- 鎮:濮塘鎮